# Lech Zielonka
Lech Stefan Zielonka (ur. 2 sierpnia 1955 w Nowym Dworze Gdańskim, zm. 8 grudnia 2023) – polski polityk, rolnik, urzędnik, trener piłkarski, działacz sportowy, poseł na Sejm IV kadencji.

## Życiorys

### Wykształcenie i praca zawodowa
W 1975 ukończył I Liceum Ogólnokształcące im. Ziemi Żuławskiej w Nowym Dworze Gdańskim. Studiował następnie politologię na Uniwersytecie Gdańskim (studiów nie ukończył). W latach 1975–1978 pracował jako referent w Wojewódzkim Urzędzie Pracy w Gdańsku, a następnie do 1982 był zatrudniony w Wojewódzkim Przedsiębiorstwie Handlu Wewnętrznego. Później rozpoczął prowadzenie własnego gospodarstwa rolnego (hodowla bydła). Działał w Ludowych Zespołach Sportowych. Był także trenerem piłki nożnej. W 2002 objął funkcję prezesa klubu sportowego „Zieloni Marzęcino”.

### Działalność polityczna
W 1998 wstąpił do ZZR „Samoobrona”, a następnie także do partii Samoobrony RP. Zasiadł w radzie krajowej partii. W wyborach parlamentarnych w 2001 został posłem IV kadencji wybranym z listy tego ugrupowania w okręgu gdyńsko-słupskim (uzyskał 8993 głosy). Zasiadał w Komisji Kultury Fizycznej i Sportu, Komisji Łączności z Polakami za Granicą oraz w Komisji Polityki Społecznej i Rodziny. W grudniu 2002 odszedł z Samoobrony RP. Wstąpił potem najpierw do Polskiego Bloku Ludowego, a w lipcu 2004 – do Partii Ludowo-Demokratycznej (po jej przekształceniu znalazł się w Stronnictwie Gospodarczym).
Przed wyborami parlamentarnymi w 2005, nie należąc do żadnej partii znalazł się równocześnie na liście kandydatów do Sejmu Sojuszu Lewicy Demokratycznej w okręgu gdańskim oraz na liście kandydatów Samoobrony RP do Senatu w okręgu bydgoskim. Ostatecznie ubiegał się o mandat senatora. W wyborach zajął szóste miejsce spośród czternastu kandydatów. W wyborach samorządowych w 2010 bez powodzenia kandydował na burmistrza Nowego Dworu Gdańskiego z listy swojego komitetu wyborczego wyborców. Później przystąpił do Polskiej Partii Pracy – Sierpień 80 i bez powodzenia kandydował do Sejmu z 1. miejsca jej listy w okręgu gdańskim w wyborach parlamentarnych w 2011 (otrzymał 551 głosów).